# Melanoplus repetinus
Melanoplus repetinus är en insektsart som beskrevs av Morgan Hebard 1935. Melanoplus repetinus ingår i släktet Melanoplus och familjen gräshoppor. Inga underarter finns listade i Catalogue of Life.